# مسيرة اتحاد النساء الاجتماعي والسياسي (WSPU (1906
نظّم اتحاد النساء الاجتماعي والسياسي (WSPU) مسيرة في 19 شباط 1906، وهي أول مسيرة نظمت في لندن للمطالبة بحق الاقتراع للنساء في المملكة المتحدة. تمّ تنظيم المسيرة من قبل سيلفيا بانخورست وآني كيني من اتحاد النساء الاجتماعي والسياسي وشاركت فيها حوالي 400 امرأة سرن من مركز لندن حتى مجلس العموم، وقد أقيم الحدث تزامناً مع خطاب الملك وافتتاح البرلمان.[1]سارت مئتا امرأة من مناطق باو، بروملي، كاننينغ تاون، وبوبلار في شرق لندن، إلى قاعة كاكستون، بجانب مجلس العموم، من محطة أنفاق منتزه القديس جيمس. هناك، لاحظت اميلين بانخورست تجاهل الملك في خطابه أي ذكر لحق النساء بالاقتراع فقادت النساء في مسيرة أخرى لمدخل الغرباء في مجلس العموم.[3]خلال ساعتين قادمتين، تمّ السماح للنساء بالدخول في مجموعات مكونة من 20 امرأة للاحتجاج لأعضاء البرلمان وقد كتبت مجلة the Daily Mirror عن الحدث في صفحتها الخامسة بعنوان: «نساء محرومات من حق الإقراع. مسيرة من 3000 متظاهرة وراء الراية الحمراء. متبسمات ولكن جديات».[4]ايميلين بانخورست اعتبرت المسيرة كبداية تحرك لحقوق النساء في الانتخاب.[5] كتبت بانخورست أن النساء قد «تيقظن نهاية». «لقد كن جاهزات للقيام بما لم تقم النساء به قط- القتال لأنفسهن. النساء دائما ما قاتلن للرجال، ولأطفالهن. الآن هن جاهزات للدفاع عن حقوق الانسان الخاصة بهن. تحركنا الحربي قد نظم». [6] 